# L'antimiracolo

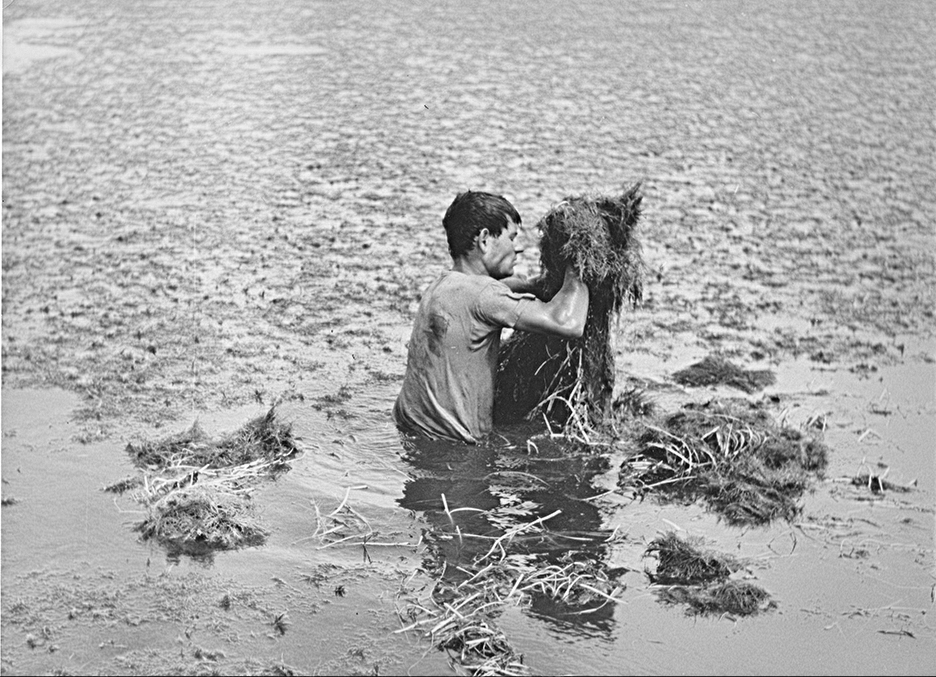
pescatore immerso nelle alghe

L'antimiracolo è un documentario del 1965 diretto da Elio Piccon. Il film è girato nel Gargano e in particolare nelle lagune di Lesina e Varano, nella cittadina di San Nicandro Garganico e in altri piccoli comuni limitrofi.

## Trama
I fatti si svolgono a San Nicandro Garganico, città arretrata e misera, bagnata anch'essa dal lago. La trama percorre due storie di pescatori. Il primo, con i soldi che ha guadagnato all'estero, intende costruirsi un nuovo "sandalo". Il sandalo è una barca con la quale il pescatore Nicandro cercherà di solcare e di aprirsi, nelle acque melmose e invase dalle alghe della laguna, una "strada" per poter pescare. Questa strada in dialetto sannicandrese si chiama "carrara". Le "carrare" si estraggono a sorte avere una buona zona per gettare le reti significa avere cibo in abbondanza. Però il destino di Nicandro sarà crudele: sotto il sole, immerso nel fango perderà la vita annegando disperatamente nella laguna. Il secondo pescatore Zaruccio tenta di cambiare la sua vita in un modo che appare quasi assurdo.
Con l'aiuto della famiglia cerca di costruire un campo dalla laguna. Dopo mesi di un lavoro dove porta terra e terra il piccolo campo emerge dall'acqua. Tuttavia anche in questo caso un destino tragico si abbatte su di lui. I temporali stagionali arrivano e in un solo giorno il campo viene distrutto. Ancora una volta la natura ha il sopravvento sul duro lavoro dell'uomo. E allora la rabbia, il dolore e il pianto prendono il sopravvento.

## Riconoscimenti
Targa leone di San Marco alla XXVI Mostra del Cinema di Venezia

## Voci correlate

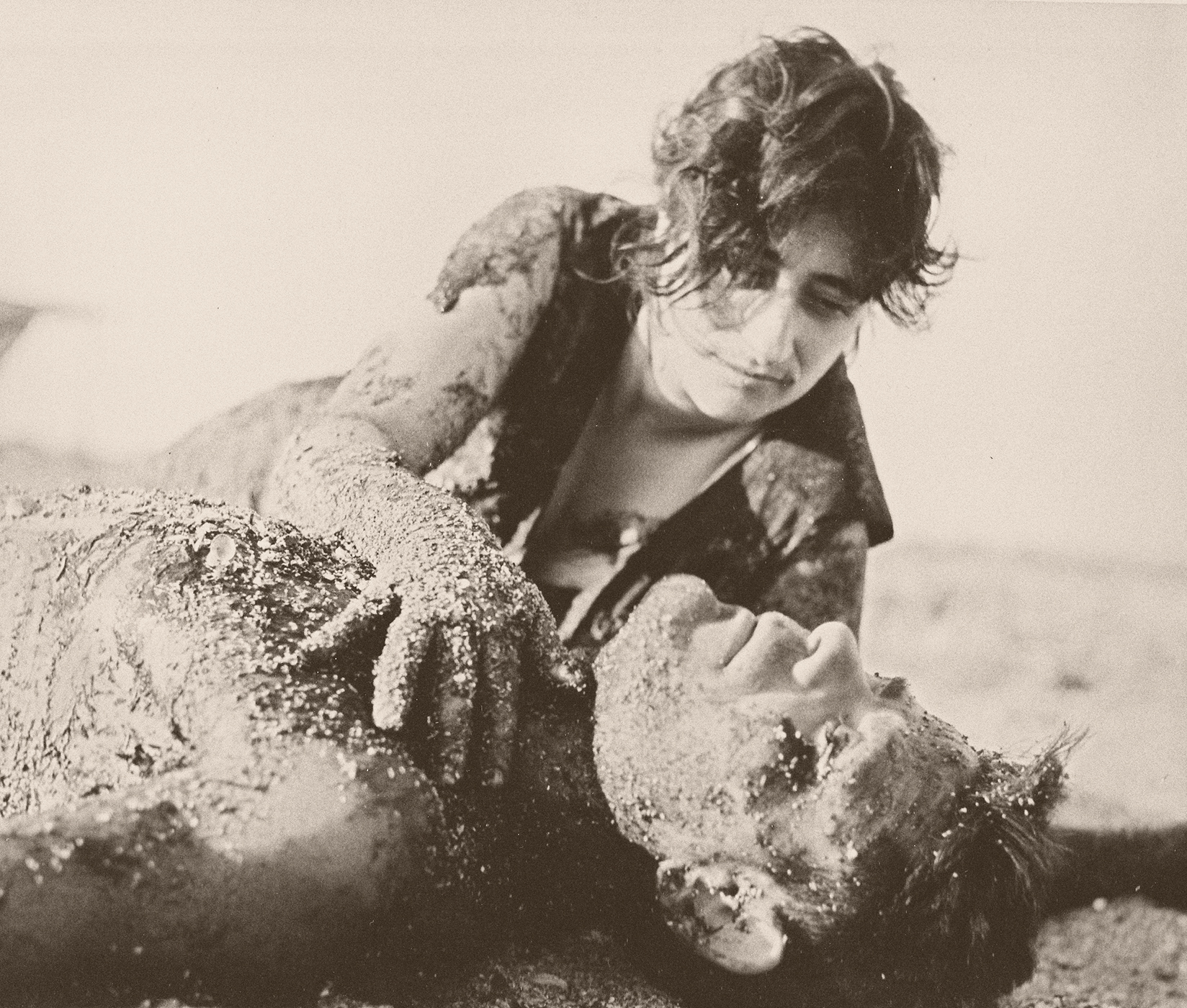